# Expedição 23
Expedição 23 foi uma expedição de longa duração à Estação Espacial Internacional, realizada entre 17 de março e 2 de junho de 2010. Teve a participação de seis astronautas, três russos, dois norte-americanos e um japonês, que foram transportados até a ISS nas naves russas Soyuz TM-17 e Soyuz TMA-18.

## Tripulação
| Posição             | Primeira parte (Março até abril de 2010) | Segunda parte (Abril até junho de 2010) |
| ------------------- | ---------------------------------------- | --------------------------------------- |
| Comandante          | Oleg Kotov                               | Oleg Kotov                              |
| Engenheiro de voo 1 | Soichi Noguchi                           | Soichi Noguchi                          |
| Engenheiro de voo 2 | Timothy Creamer                          | Timothy Creamer                         |
| Engenheiro de voo 3 |                                          | Alexandr Skvortsov                      |
| Engenheiro de voo 4 |                                          | Mikhail Kornienko                       |
| Engenheira de voo 5 |                                          | Tracy Caldwell                          |

## Insígnia da missão
A insígnia mostra a Terra na escuridão do espaço com a ISS viajando em sua órbita. A rota da estação espacial orbital passa através do século XXIII, para mostrar que esse incremento está sendo construído sobre as missões do passado e preparando o terreno para as futuras. Isto ilustra o trabalho que está sendo realizado na estação, pavimentando o caminho para futuras missões à Lua, à Marte e adiante.
A designação da missão usa numerais romanos para ilustrar as nações de seus tripulantes, que também são representados por suas bandeiras nacionais. As duas estrelas representam as duas equipes que compõe a expedição.

## Missão
Esta foi a primeira Expedição que incluiu três cosmonautas russos ao mesmo tempo. A tripulação continuou equipando os novos módulos da estação espacial quase concluída. Em abril de 2010, os tripulantes receberam a visita do ônibus espacial Discovery STS-131 e, em maio, acompanharam a instalação do módulo russo Rassvet, trazido à ISS pela Atlantis STS-132. Ainda durante a expedição, a ISS recebeu a visita de quatro naves não-tripuladas de carga Progress.
Entre as experiências científicas realizadas, a observação do Sol e testes com tecidos orgânicos em falta de gravidade foram feitos pela tripulação, além de pesquisas na área de bioquímica e  física. A expedição encerrou-se com o desacoplamento da nave Soyuz TMA-17, que retornou à Terra em 2 de junho trazendo a bordo os astronautas Kotov, Creamer e Noguchi, pousando suavemente nas estepes do Casaquistão, enquanto os três restantes iniciavam a Expedição 24, aguardando a chegada da Soyuz TMA-19 com outros três astronautas para completar a tripulação.

## Galeria

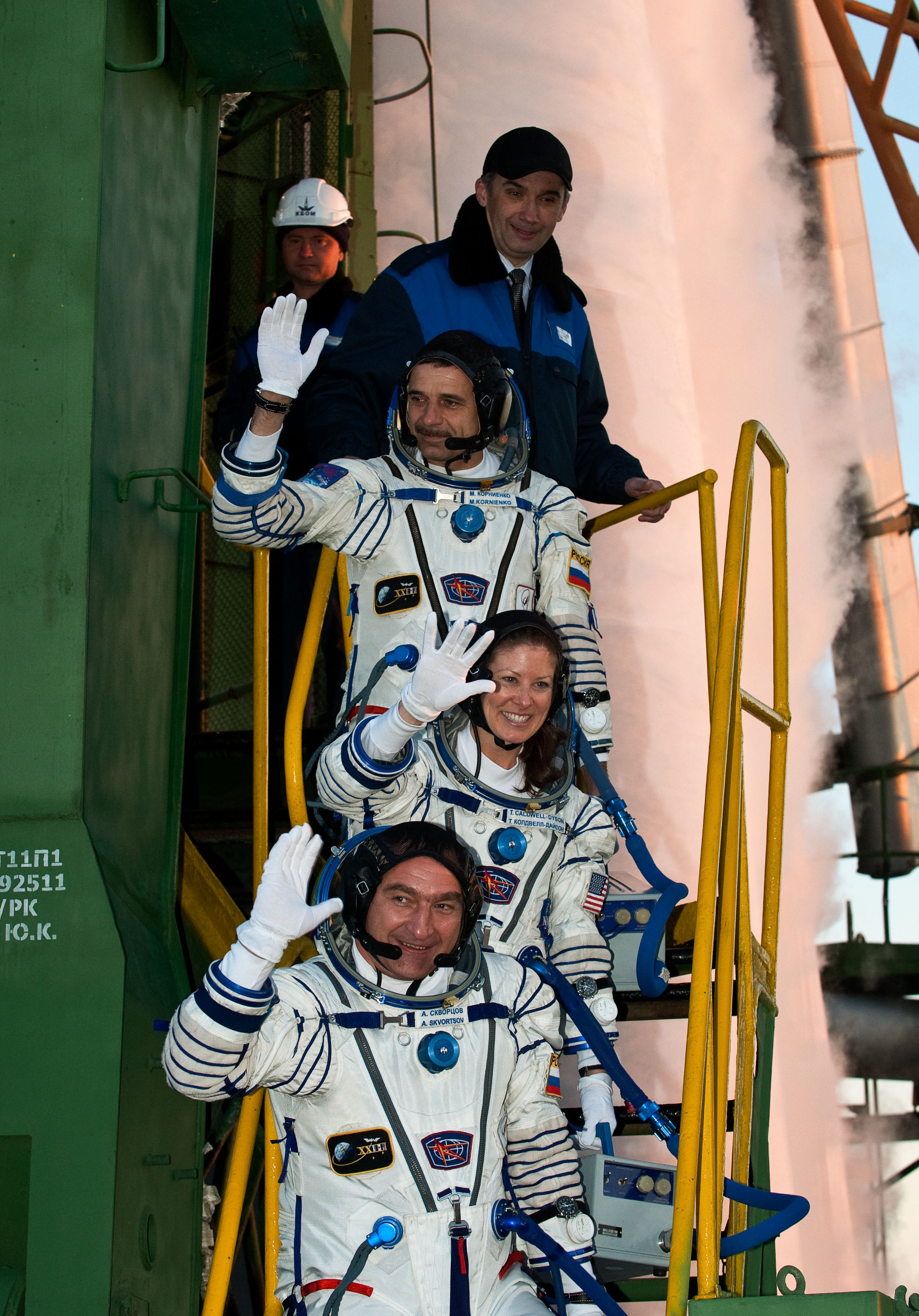
Caldwell, Skvortsov e Korniyenko acenam para a imprensa e os técnicos de Baikonur antes de embarcarem na Soyuz TMA-18.
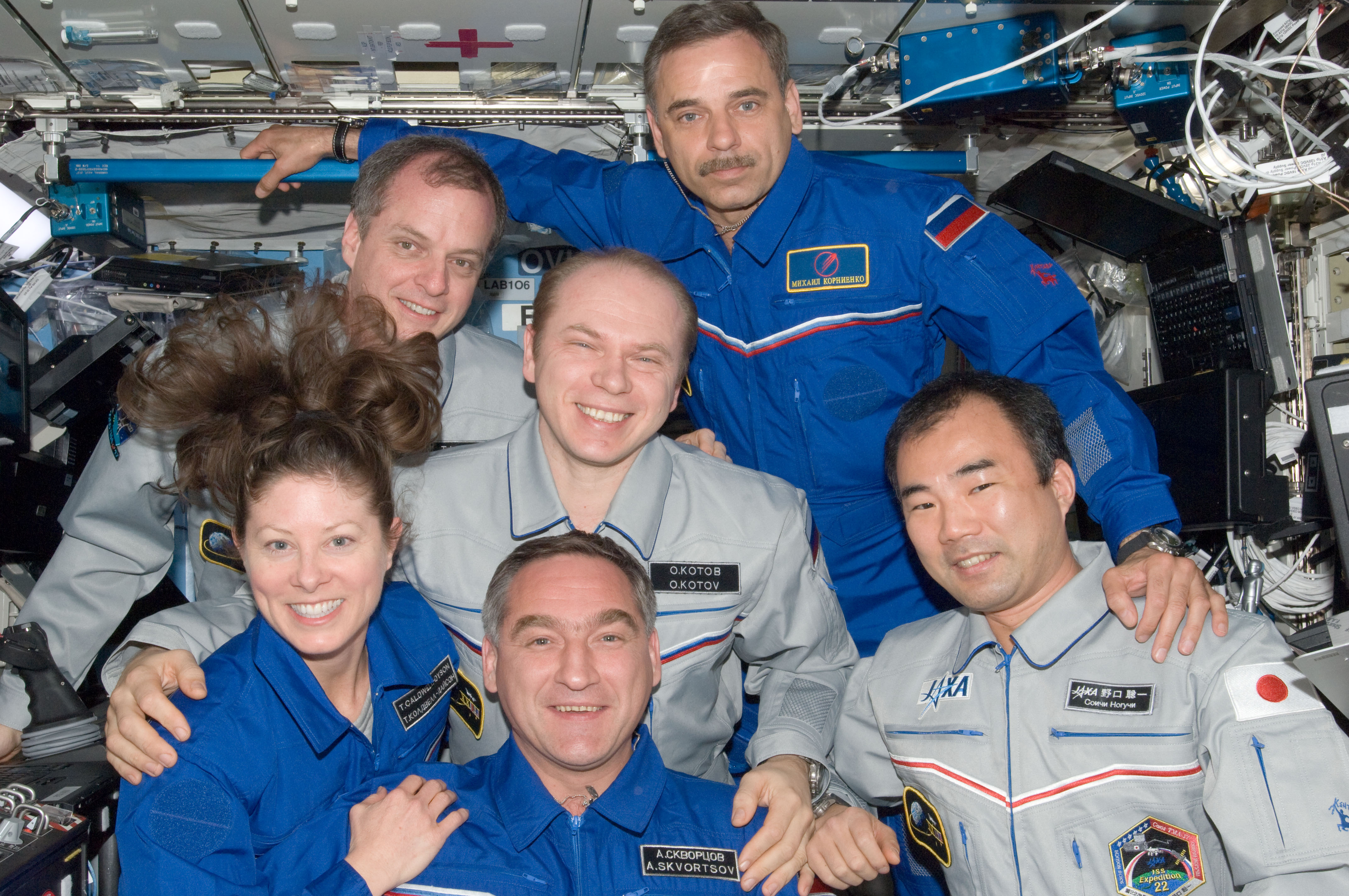
Toda a tripulação reunida no módulo Destiny
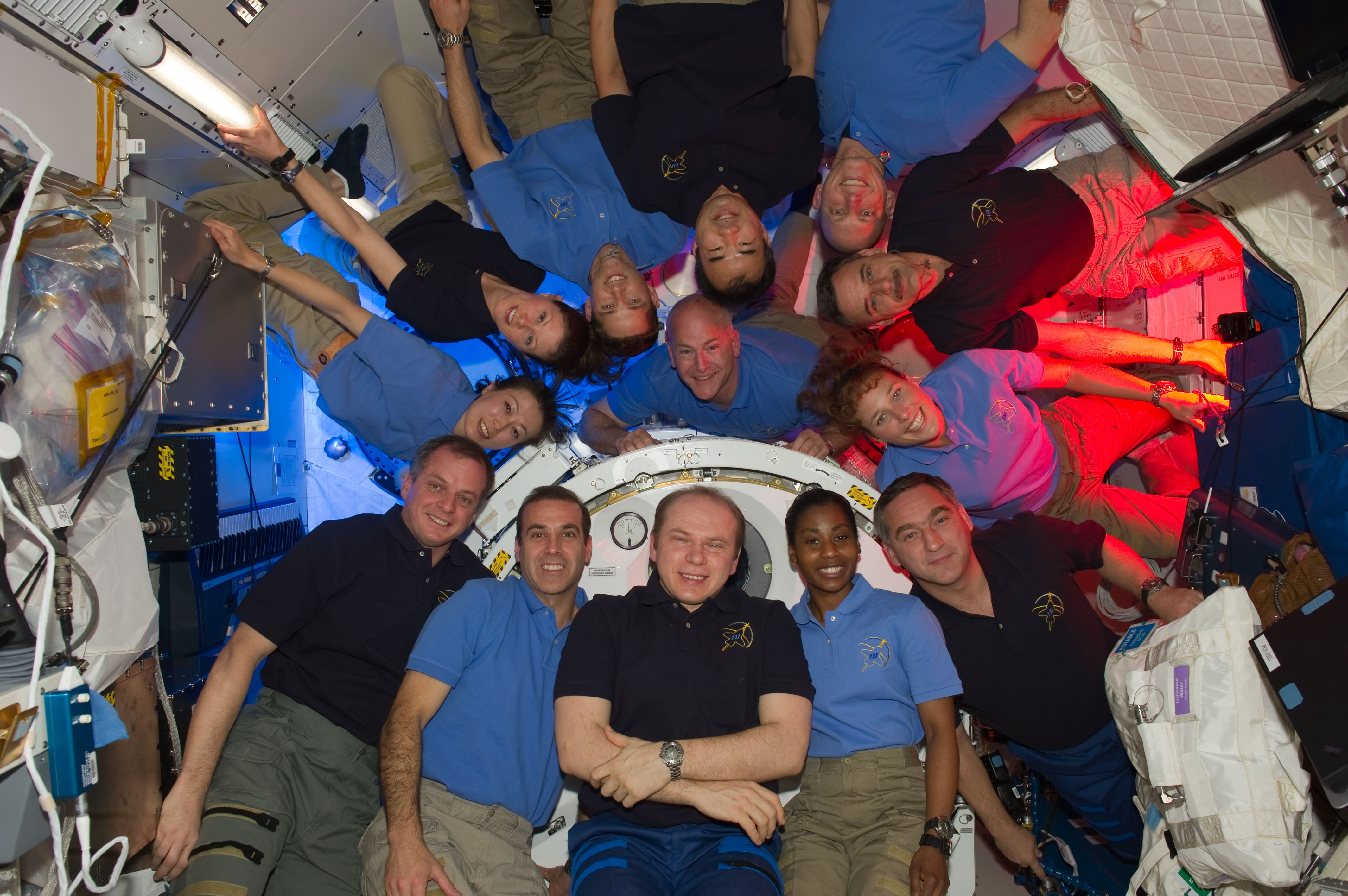
Tripulações da Expedição 23 e da STS-131 Discovery juntas no módulo japonês Kibo.
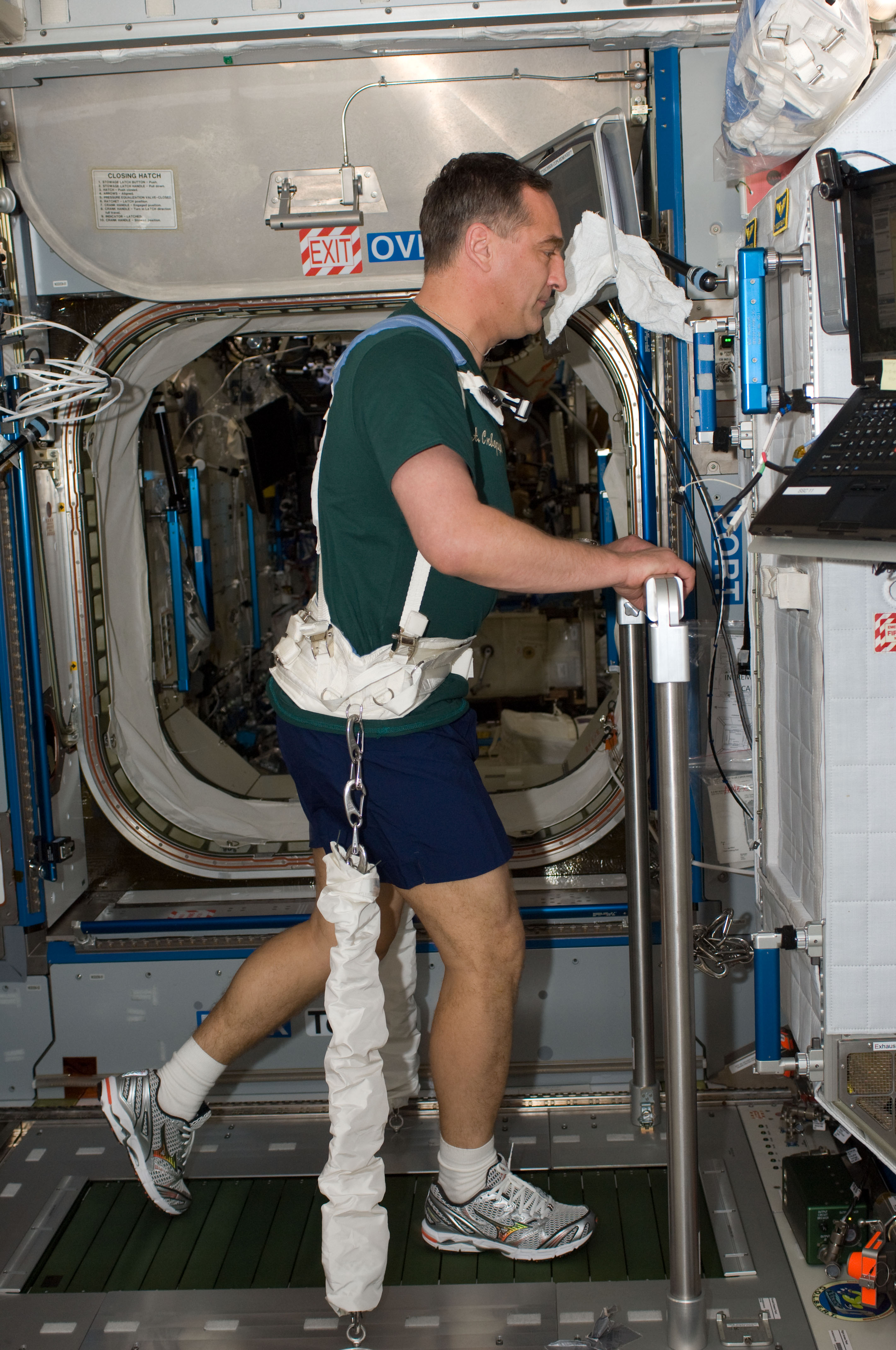
O engenheiro de voo Skvortsov se exercita na ISS.
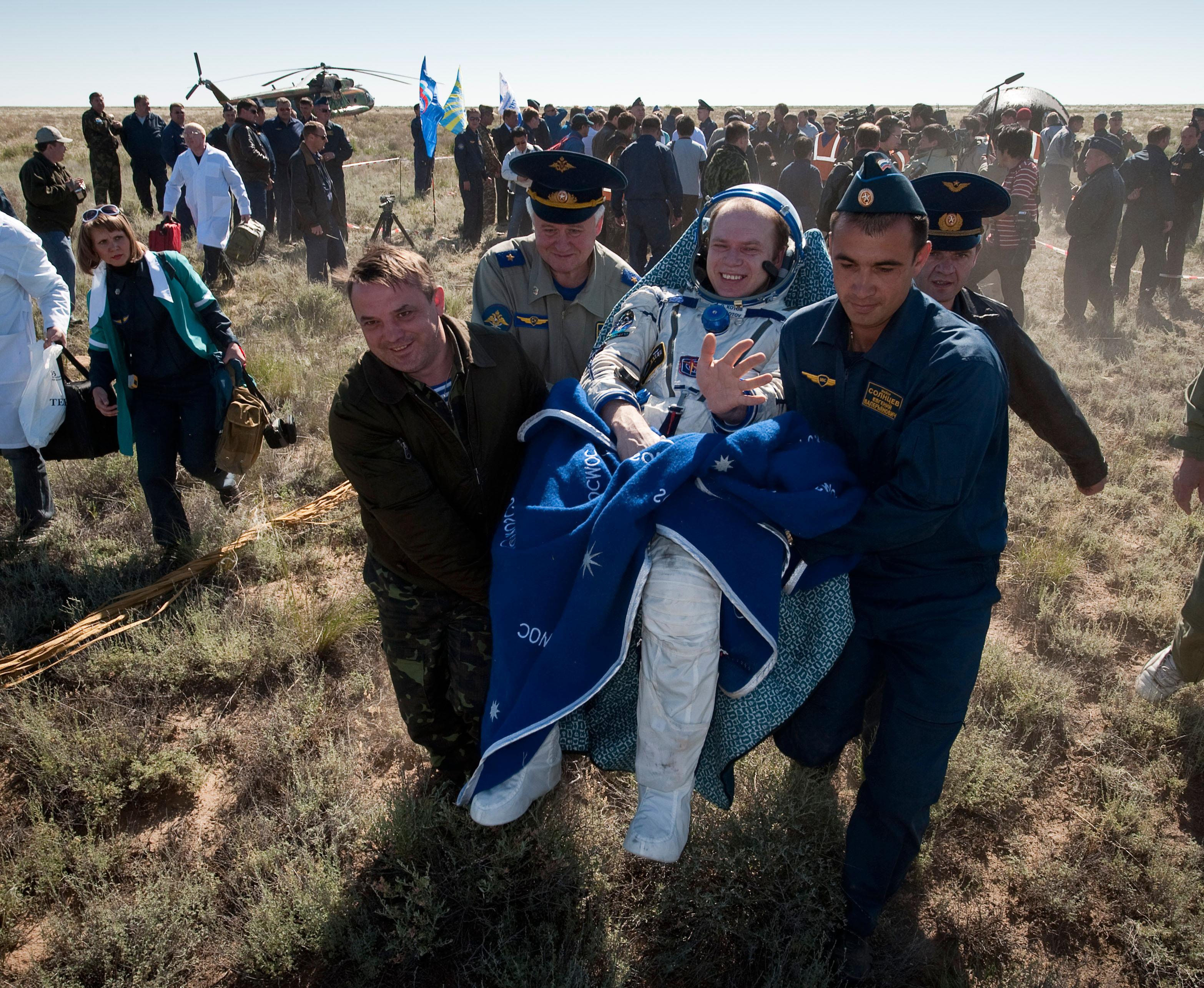
O comandante Oleg Kotov é recolhido pela equipe de terra após o pouso da Soyuz TMA-17.